# Thân vương quốc Terebovlia
Thân vương quốc Terebovlia (tiếng Ukraina: Теребовлянське князівство) là một thân vương quốc Kiev Rus' được thành lập với vị thế một thái ấp vào khoảng năm 1084, được trao cho Vasylko Rostyslavych (các anh em của ông là Volodar Rostyslavych và Rurik Rostislavich, lần lượt cai trị Peremyshl (Przemyśl) và Zvenyhorod).

## Lịch sử
Một thân vương quốc thái ấp tại phía đông nam của Kiev Rus', thủ đô là Terebovlia. Lãnh thổ của nó bao gồm một phần đông nam Galicia, Bukovina, và tây Podolia. Nó giáp với Thân vương quốc Kiev ở phía đông, Thân vương quốc Zvenyhorod ở phía tây và một phần của Thân vương quốc Volodymyr, Thân vương quốc Lutsk và Thân vương quốc Peresopnytsia ở phía bắc.
Vasylko Rostyslavych đã thuộc địa hóa rộng rãi các vùng lãnh thổ phía đông nam Terebovlia bằng cách sử dụng các dân tộc Turk (Berendei, Tork và Pecheneg), và ông sáp nhập Ponyzia, do đó bảo vệ lãnh thổ khỏi những kẻ cướp bóc du mục. Halych trở nên quan trọng thành một trung tâm chính trị và kinh tế; các thành phố và pháo đài quan trọng khác bao gồm Terebovlia, Mykulyn (nay là Mykulyntsi), Chern (nay là Chernivtsi), Vasyliv (Bukovina), Onut, Kuchelemyn, Bakota, Ushytsia và Kalius. Sau cái chết của Vasylko Rostyslavych vào năm 1124, Thân vương quốc Halych ly khai, và đến năm 1141, Thân vương quốc Terebovlia trở thành một phần của Thân vương quốc Halych. Sau khi triều đại Rostyslavych lụi tàn, nó có một thời gian ngắn là một thân vương quốc thái ấp được cai trị dưới quyền Iziaslav Volodymyrovych.

## Thán vương
- Vasylko Rostyslavych (1084–1124)
- Rostyslav-Hryhoriy Vasylkovich (1124–1141)
- Iziaslav Volodymyrovych (1210–1211)